# Ghostbusters II
Ghostbusters II ist eine US-amerikanische Science-Fiction-Komödie von Regisseur Ivan Reitman aus dem Jahr 1989 und die Fortsetzung des Films Ghostbusters – Die Geisterjäger von 1984.

## Handlung
Die Handlung beginnt fünf Jahre nach dem ersten Teil. Die Ghostbusters wurden wegen der im Kampf gegen das Böse verursachten Zerstörungen von der Stadt verklagt, und inzwischen ist es ihnen verboten, weitere Tätigkeiten als Geisterjäger durchzuführen. Sie treten nur noch auf Kindergeburtstagen auf, werden dort aber nur ausgelacht.
Als der Kinderwagen mit dem Baby von Dana Barrett unkontrolliert über die Straßen rollt und dann unvermittelt auf der First Avenue stehen bleibt, gibt es keine logische Erklärung dafür. Also wendet sich Dana an die ehemaligen Geisterjäger. Da sie offiziell nicht tätig sein dürfen, untersuchen diese den Fall heimlich und bohren als Straßenarbeiter verkleidet ein Loch in die First Avenue. Dort stoßen sie auf einen unterirdischen Schleimfluss im alten Van-Horne-Tunnel. Da sie jedoch einen Stromausfall in New York verursacht haben, landen sie vor Gericht. Im Gerichtssaal steht eine Probe des Schleims, der auf die Beschimpfungen des Richters reagiert und plötzlich zwei bösartige Geister auswirft, die der Richter auf den elektrischen Stuhl geschickt hatte. Angesichts der Rachedrohung durch die Geister gibt der Richter den Geisterjägern die Lizenz zum Geisterjagen zurück, woraufhin sie die beiden Geister einfangen können. Mit den Worten „Wir sind wieder da!“ nehmen die vier Freunde das Geisterjagen wieder auf, sehr zu Freude der New Yorker Bevölkerung.
Im Laufe der Zeit stellen die Geisterjäger fest, dass der Schleimfluss direkt auf das Museum of Art zufließt und im Zusammenhang mit dem paranormalen Bild eines gewissen Vigo steht, eines bösen Karpatenfürsten der Frühen Neuzeit. Vigo selbst hält den Museumsdirektor unter Kontrolle, der das Kind von Dana stehlen soll. Vigo braucht dessen Körper, um als Herrscher ins 20. Jahrhundert vordringen zu können. Fast scheint es ihm zu gelingen – zu Neujahr verschließt der Schleim das Museum, und wilde Geister jagen durch die Stadt. Durch die schlechten Gedanken der New Yorker wird dieser Schleim immer weiter aufgeheizt.
Um Vigo zu vernichten, entwickeln die Geisterjäger eine positiv aufgeladene Form des Schleims (sie füllen Schleim in einen Toaster und schaffen es, diesen mithilfe von Popmusik zum Tanzen zu bringen) und besprühen damit die Freiheitsstatue, die daraufhin quer durch die Stadt zum Museum of Art läuft, um die guten Gedanken der New Yorker Bevölkerung zu mobilisieren. Dies gelingt, und so können sie – mit einigen Umwegen – letztlich Vigo besiegen und die Welt retten.

## Hintergrund
Das Budget betrug etwa 30 Millionen US-Dollar. Bill Murray, Dan Aykroyd, Harold Ramis und Ivan Reitman arbeiteten für eine geringere Gage und wurden dafür prozentual an den Gewinnen des Films beteiligt. Ghostbusters II startete am 16. Juni 1989 in den amerikanischen Kinos und stellte mit einem Einspielergebnis von 29,4 Millionen US-Dollar innerhalb der ersten drei Tage einen Rekord für das beste Dreitagesergebnis auf, der jedoch eine Woche später von Batman gebrochen wurde. Das weltweite Einspielergebnis belief sich auf 215,5 Millionen US-Dollar. Nach seinem deutschen Kinostart am 11. Januar 1990 sahen über 2 Millionen Zuschauer den Film. Einige der Beteiligten äußerten später ihre Unzufriedenheit über Ghostbusters II und das Einspielergebnis.

### Entwicklung
Bill Murray war gegen die Fortsetzung, scherzte aber, man habe ihm letztlich mit zu viel Geld ins Gesicht gewinkt. Er schlug vor, den Film „The Last of the Ghostbusters“ zu nennen, um sicherzustellen, dass kein dritter Teil mehr folge.

### Besetzung
Der Junge auf der Geburtstagsfeier ist Jason Reitman, und das Mädchen mit dem Hundewelpen ist Catherine Reitman, die Kinder des Regisseurs Ivan Reitman. Danas Baby wird im Film von den eineiigen Zwillingen William und Henry Deutschendorf dargestellt, Neffen des Sängers John Denver. Die Figur des Vigo wird von Norbert Grupe (unter seinem Pseudonym Wilhelm von Homburg) dargestellt, seine Stimme aber von Max von Sydow gesprochen. Cheech Marin spielt einen Hafenarbeiter, der die Titanic einlaufen sieht. Sänger Bobby Brown hat einen kurzen Gastauftritt als Türsteher von Gracie Mansion, dem Wohnsitz des Bürgermeisters von New York City. Der Psychiater wird von Bill Murrays älterem Bruder Brian Doyle-Murray gespielt. Jim Fye steckte in den Kostümen des Geistes von Tony Scoleri, des Geister-Joggers und der Freiheitsstatue.

### Drehorte

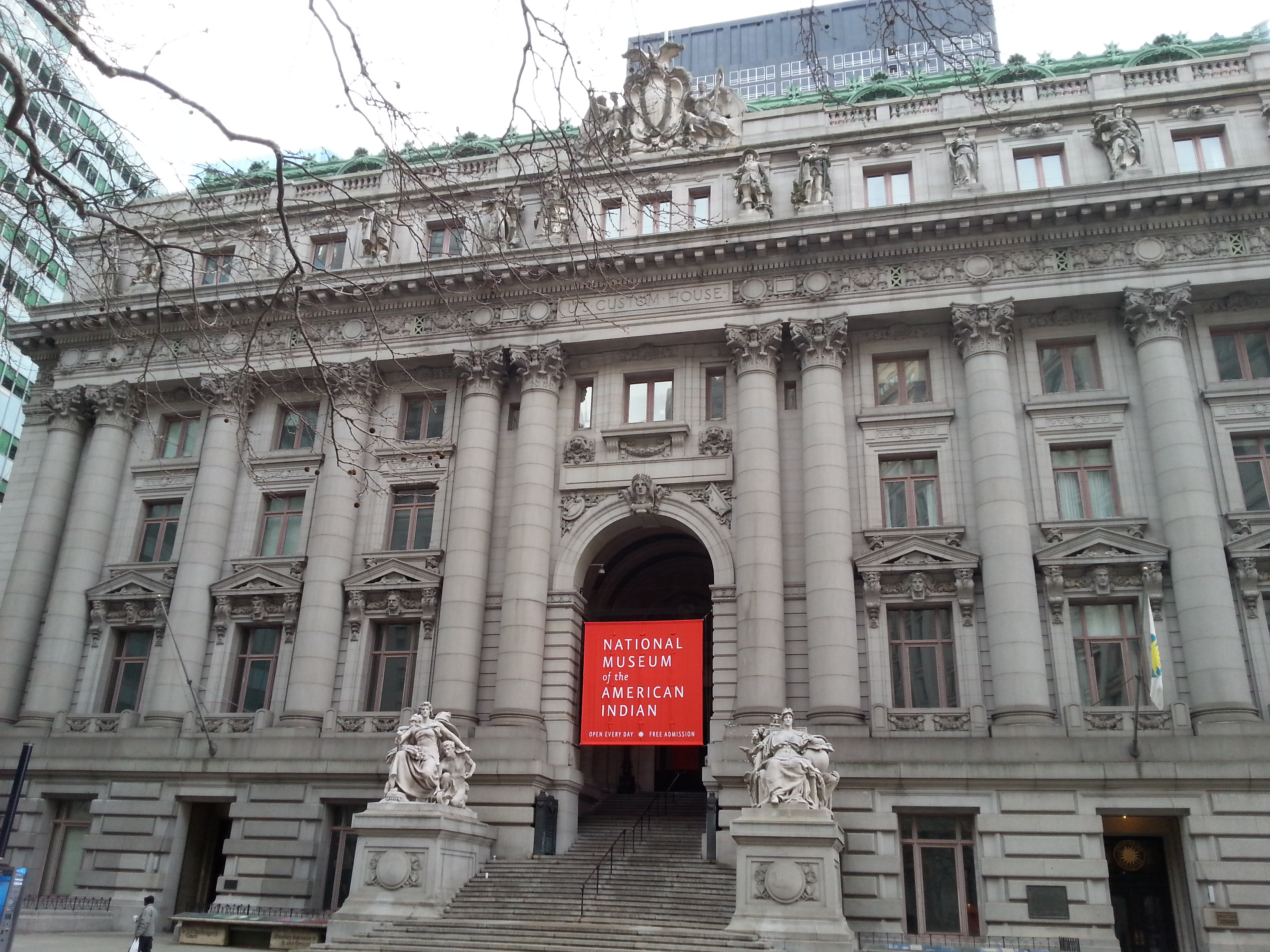
Alexander Hamilton U.S. Custom House

Die Dreharbeiten begannen am 28. November 1988 in New York. Das Gerichtsgebäude ist das Thurgood Marshall United States Courthouse, und das Museum ist das Alexander Hamilton U.S. Custom House. Wie beim ersten Film wurde auch in Los Angeles gedreht. Der fiktive Van-Horne-Tunnel basiert auf dem Beach Pneumatic Transit. Er wurde nur zum Teil in Originalgröße in einer entsprechend großen Halle in den Burbank Studios errichtet und durch eine Miniaturkulisse beziehungsweise ein Matte Painting ergänzt. Nach 13 Wochen (davon 67 Tage in New York) endeten die Dreharbeiten.

### Schleim
Der für den Film verwendete Schleim war ungiftig und essbar. In einer Szene kamen etwa 150.000 Liter zum Einsatz, für den gesamten Film sollen ungefähr 400.000 Liter Schleim verwendet worden sein. Sigourney Weaver scherzte bei der Filmpremiere, dass Bill Murray aufgrund einer Vertragsklausel im Film keinen Schleim abbekommen habe.

### Musik
On Our Own von Bobby Brown erreichte Platz 2 der amerikanischen Charts sowie die Plätze 4 in Großbritannien, 18 in Deutschland und 22 in Österreich. Run-D.M.C. nahmen für den Film eine Rap-Version des Ghostbusters-Liedes auf.

### Synchronisation
Die deutsche Synchronisation entstand nach einem Synchronbuch von Arne Elsholtz unter dessen Dialogregie im Auftrag der Berliner Synchron. In der deutschen Fassung heißt Danas Baby Donald statt Oscar. Weitere Begriffe und Namen wurden abgeändert, zum Beispiel He-Man in Muscle-Man, Egon redet von einem Fußball statt einem Slinky, und Peter erwähnt Michael Jackson anstatt Emmylou Harris. Im englischen Original spricht Janosz Poha mit deutschem Akzent.
| Rolle                    | Schauspieler        | Synchronsprecher       |
| ------------------------ | ------------------- | ---------------------- |
| Dr. Peter Venkman        | Bill Murray         | Arne Elsholtz          |
| Dr. Raymond „Ray“ Stantz | Dan Aykroyd         | Thomas Danneberg       |
| Dr. Egon Spengler        | Harold Ramis        | Hubertus Bengsch       |
| Winston Zeddemore        | Ernie Hudson        | Jürgen Kluckert        |
| Janine Melnitz           | Annie Potts         | Philine Peters-Arnolds |
| Dana Barrett             | Sigourney Weaver    | Hallgerd Bruckhaus     |
| Louis Tully              | Rick Moranis        | Michael Nowka          |
| Vigo                     | Wilhelm von Homburg | Helmut Krauss          |
| Dr. Janosz Poha          | Peter MacNicol      | Celso Adrian           |
| Richter                  | Harris Yulin        | Friedrich Schoenfelder |

## Sonstiges
- Annie Potts war für die TV-Serie Mann muss nicht sein verpflichtet und konnte ihre langen Haare nicht kürzen. Im Film trägt sie daher eine selbst ausgesuchte Kurzhaarperücke.[7]
- Die Scoleri-Brüder basieren auf Tony und Nunzio Scoleri, die einst den Laden von Harold Ramis’ Vater Nate überfielen.
- Vigos voller Name im Film lautet Vigo von Homburg Deutschendorf, eine Mischung der Namen des Vigo-Darstellers (von Homburg) und der Baby-Darsteller (Will und Hank Deutschendorf).
- Als Louis und Janine in Peters Wohnung sind, sehen sie Die Lady von Shanghai im Fernsehen.
- Auf den Anzeigetafeln des Kinos, aus dem die Zuschauer schreiend hinauslaufen, wird der Film Cannibal Girls – Der Film mit der Warnglocke  angezeigt, Regisseur Ivan Reitmans dritter Spielfilm aus dem Jahr 1973.
- In der Zeichentrickserie Futurama (Episode Ghost – Nachricht von Bender) will Fry die Ghostbusters anrufen, aber laut Ansage ist „die gewählte Nummer seit 1989 uncool.“

## Kritiken
„Eine ideenarme, humorlose Fortsetzung der beliebten Anti-Geister-Geschichte.“

„Das Sequel kam fünf Jahre „zu spät“. So konnte es trotz perfekter Tricks und Spielwitz nicht an den Mega-Erfolg des Originals von 1984 anknüpfen.
Fazit: Monster, Mythen und Mutanten – grell!“

## Fortsetzungen
Die Zeichentrickserie The Real Ghostbusters nimmt in einigen Episoden Bezug zum Film, spielt jedoch in ihrem eigenen Kanon. Die Handlung von Ghostbusters: The Video Game spielt im Jahr 1991 und erklärt u. a. die Ursprünge des Schleims und wie dieser in den U-Bahn-Tunnel gelangte. 2021 kam Ghostbusters: Legacy in die Kinos und behandelt die Hinterlassenschaft Egon Spenglers. Ein weiterer Teil folgte 2024 unter dem Titel Ghostbusters: Frozen Empire, wo das „1989er Freiheitsstatuen-Debakel“ Erwähnung findet.

## Medien

### Blu-ray
Obwohl bereits 2008 von Sony auf der Comic-Con und 2012 von Dan Aykroyd via Twitter angekündigt, ist Ghostbusters II erst 2014 auf Blu-ray erschienen.
- Ghostbusters II Sony Pictures Home Entertainment, 16. September 2014 (USA) / 16. Oktober 2014 (Deutschland)
- Ghostbusters 1 / 2 / Afterlife (Legacy) Ultimate Sony Pictures Home Entertainment, 4K Ultra-HD Collection - 8 Discs (3× 4K Ultra-HD, 3× Blu-ray, 2× Bonus-Disc), 10. Februar 2022 (BRD) / 6. Februar 2022 (USA)

### DVD
- Ghostbusters 2 Sony Pictures Home Entertainment, 29. Juni 1999 (Regionalcode 1)
- Ghostbusters II Sony Pictures Home Entertainment, 29. Oktober 1999 (Regionalcode 2)
- Ghostbusters 1 & 2. Double Feature Gift Set Sony Pictures Home Entertainment, 2. August 2005 (Regionalcode 1)
- Ghostbusters I & II. Deluxe Edition Sony Pictures Home Entertainment, 11. Oktober 2005 (Regionalcode 2)
- Ghostbusters 1 & 2. DVD Limited Edition Gift Set Sony Pictures Home Entertainment, 6. Oktober 2009 (Regionalcode 1) Inklusive Stay Puft Marshmallow Mann Figur und Schleim

### UMD
- Ghostbusters II Sony Pictures Home Entertainment, 16. Juni 2009

### Laserdisc
- Ghostbusters II RCA/Columbia Pictures Home Video, 1991

### Kino
Die Kinopremiere in Deutschland war am 11. Januar 1990.

### VHS
Die Videopremiere in Deutschland war am 14. August 1990.

### TV
Die Premiere im Free TV war am 27. Dezember 1992 um 21:00 Uhr auf Sat.1.

### MC
Karussell veröffentlichte ein Hörspiel zum Film.

### Soundtrack
- Ghostbusters II. MCA Records
- Randy Edelman : Ghostbusters II. Original Motion Picture Score. Sony Classical (Sony Music), 13. August 2021